# Municipio de Lincoln (condado de Pottawattamie)
El municipio de Lincoln (en inglés: Lincoln Township) es un municipio ubicado en el condado de Pottawattamie en el estado estadounidense de Iowa. En el año 2010 tenía una población de 131 habitantes y una densidad poblacional de 1,41 personas por km².

## Geografía
El municipio de Lincoln se encuentra ubicado en las coordenadas 41°22′28″N 95°12′49″O / 41.37444, -95.21361. Según la Oficina del Censo de los Estados Unidos, el municipio tiene una superficie total de 92.73 km², de la cual 92,67 km² corresponden a tierra firme y (0,06 %) 0,06 km² es agua.

## Demografía
Según el censo de 2010, había 131 personas residiendo en el municipio de Lincoln. La densidad de población era de 1,41 hab./km². De los 131 habitantes, el municipio de Lincoln estaba compuesto por el 99,24 % blancos, el 0,76 % eran asiáticos. Del total de la población el 0 % eran hispanos o latinos de cualquier raza.